# Dexia caldwelli
Dexia caldwelli är en tvåvingeart som beskrevs av Charles Howard Curran 1927. Dexia caldwelli ingår i släktet Dexia och familjen parasitflugor. Inga underarter finns listade i Catalogue of Life.